# Bala Bala Sese
Bala Bala Sese es una película ugandesa dirigida por Lukyamuzi Bashir basada en un guion de Usama Mukwaya, protagonizada por Michael Kasaija, Natasha Sinayobye, Raymond Rushabiro, Ismael Ssesanga, Fiona Birungi, Ashraf Ssemwogerere y Ddungu Jabal. Es el primer largometraje del director, escritor y productor.

## Sinopsis
En las afueras de la isla de Sese, John (Michael Kasaija) está locamente enamorado de Maggie y ambos están dispuestos a llevar adelante su amor. Ayudado por su hermano menor Alex (Ssesanga Ismael), se enfrenta al malicioso padre de Maggie, Kasirivu (Raymond Rushabiro), con tal de estar junto al amor de su vida, especialmente cuando descubre que tiene como rival al jefe de la aldea (Jabal Dungu) que también ama a Maggie (Natasha Sinayobye).

## Elenco
- Michael Kasaija como John
- Natasha Sinayobye como Maggie
- Raymond Rushabiro como Kasiriivu
- Ashraf Ssemwogerere como Ireene
- Fiona Birungi como Elena
- Ismael Ssesanga como Alex
- Ddungu Jabal como Zeus
- Allen Musumba como Nanziri

## Producción
La fotografía principal comenzó a fines de 2012 y terminó en 2014. Fue filmada en las islas Ssese en Uganda, de donde toma su nombre.

## Lanzamiento
Se estrenó el 3 de julio de 2015 en el teatro Labonita. Es el primer proyecto de Uganda en recibir un enfoque de mercadotecnia profesional y una de las principales producciones locales de ese año y el año siguiente. Fue nominada en la duodécima edición de los premios de la Academia del Cine Africano en la categoría Mejor Película en Lengua Africana. Su estreno africano se realizó en el Festival de Cine Africano de Luxor en Egipto y compitió en la categoría de Narrativa larga entre otras trece películas africanas. Fue la película de apertura en el décimo Festival Internacional de Cine de Amakula y se calificó automáticamente para el premio Golden Impala a la mejor película africana, la cual ganó De Noir.